# Vědomice
Vědomice (en allemand : Wiedomitz) est une commune du district de Litoměřice, dans la région d'Ústí nad Labem, en Tchéquie. Sa population s'élevait à 916 habitants en 2021.

## Géographie
Vědomice se trouve sur la rive droite de l'Elbe, face à Roudnice nad Labem qui est sur l'autre rive et à laquelle elle est reliée par un pont routier. La commune est située à 15 km au sud-est de Litoměřice, à 30 km au sud-est d'Ústí nad Labem et à 42 km au nord-nord-ouest de Prague.
La commune est limitée par Černěves au nord, par Kyškovice et Dobříň à l'est, par Roudnice nad Labem au sud et à l'ouest.

## Histoire
La première mention écrite du village date de 1555.

## Transports
Par la route, Vědomice se trouve à 3 km du centre de Roudnice nad Labem, à 23 km de Most, à 19 km de Litoměřice, à 46 km d'Ústí nad Labem  et à 55 km de Prague.